# Bifrenaria verboonenii
Bifrenaria verboonenii G.A.Romero & V.P.Castro 2000, es una especie de orquídea litófita originaria de Brasil.

## Características
Es una especie herbácea de pequeño tamaño, que prefiere clima cálido a fresco, es litófita. Tiene un pseudobulbo  tetragonal-cónico, de color verde amarillento, marrón oscuro el ápice con una sola hoja apical, erecta, estrechamente elíptica, acuminada, que se reduce progresivamente ,es  peciolada en la base. Florece  en una inflorescencia basal, erecta, de 23 cm de largo con 2 a 3 flores, la inflorescencia es cilíndrica con brácteas escasas y pequeñas, lanceoladas y acuminadas. La floración se produce en el otoño.

## Distribución y hábitat
Es endémica de Diamantina en Minas Gerais en Brasil, donde habita en los bosques lluviosos de montaña en alturas de  1000 metros.

## Taxonomía
Pertenece al grupo de Bifrenarias grandes, que ha sido clasificada en la sección Stenocoryne. En la publicación original no está clara la diferencia entre esta y especies similares, posiblemente por su larga inflorescencia. Se cita como muy rara y muy cerca de Bifrenaria calcarata. Lo más probable es que sea un sinónimo de otra especie.
Bifrenaria verboonenii fue descrito por G.A.Romero & V.P.Castro y publicado en Harvard Papers in Botany 5: 187. 2000.
Etimología
Bifrenaria: nombre genérico que deriva de las palabras griegas: bi (dos); frenum freno o tira. Aludiendo a los dos tallos parecidos a tiras, estipes que unen los polinios y el viscídium. Esta característica las distingue del género Maxillaria.
verboonenii: epíteto otorgado en honor de Verboonen, recolector brasileño de orquídeas.
Sinonimia
- Cydoniorchis wittigii (Rchb.f.) Senghas 1994;
- Lycaste wittigii Rchb.f. 1878[1][6][7]